# Amiga Action
《Amiga Action》是关于Amiga的电子游戏月刊。杂志由英国Europress（后IDG Media）发行，1989年10月至1996年12月间共发行89期，是英国最长的Amiga游戏杂志。杂志停刊后并入姊妹杂志《Amiga Computing》，取代其游戏栏目。此后该杂志发行10期，1997年9月亦停刊。